# Свободная синтетическая петля
Синтетическая петля без натяжения (англ. tension-free vaginal tape, сокращённо TVT) — урологическая и гинекологическая операция по поддержке средней трети уретры  синтетической петлёй с целью лечения стрессового недержания мочи у женщин. Другое название "Слинговая операция". 
При проведении данной операции чаще всего используют проводниковую анестезию, реже - наркоз. Такой вид оперативного вмешательства считают относительно новым и достаточно эффективным методом в лечении недержания мочи у женщин.

## О методе
Метод Gynecare TVT разработан профессором У. Ульмстеном в Университетском госпитале г. Уппсала в Швеции. Относится к методам «без натяжения» — tension free. Успех этого метода составляет 90 % при незначительных послеоперационных болях и выписке большинства пациенток из стационара прямо в день операции. Метод TVT применяется в качестве пубоуретрального слинга при лечении стрессового недержания мочи у женщин в результате гипермобильности уретры и/или сфинктерной недостаточности.

## Система TVT
1. Устройство TVT, стерильное, одноразового использования.
Представляет собой сетчатую проленовую (полипропиленовую) ленту 1,1×45 см, покрытую пластиковым чехлом. Чехол разрезан посередине, и его части перекрываются между собой. На концах сетки закреплены две стальные иглы. Места соединения заключены в пластиковые хомуты.
Проленовая сетка сконструирована из волокон полипропилена и идентична по составу с хирургическим шовным материалом ПРОЛЕН(R). Величина ячейки сетки примерно 0.7 мм. Материал в течение долгого времени используется в хирургии и зарекомендовал себя, как не вызывающий реакций и сохраняющий прочность. Процесс производства проленовой сетки приводит к эластичности материала в обоих направлениях, что позволяет адаптироваться к различным напряжениям, возникающим в организме.
Проленовая сетка предназначена для введения в организм пациентки в соответствии со специальной техникой, и остается там навсегда. Иглы и пластиковый чехол удаляются после окончания процедуры.
2. Толкатель TVT, нестерильный, многоразового использования.
Стальной многоразовый инструмент, предназначенный для облегчения процедуры введения проленовой сетки из влагалища на переднюю брюшную стенку.
Толкатель состоит из двух частей: рукоятки и металлического поршневого стержня с резьбой.
Толкатель присоединяется к стальной игле устройства TVT перед началом введения проленовой сетки из влагалища в абдоминальную область.
3. Направляющий зонд TVT, нестерильный, многоразового использования.
Стальной многоразовый инструмент для отведения мочевого пузыря во время процедуры. Зонд вводится через катетер Фолея (рекомендуемый размер — 18), помещённый в мочевой пузырь через уретру.

## Показания для операции TVT
- Истинное стрессовое недержание
- Сочетание стрессового и ургентного недержания мочи. Но в данном случае пациентка должна быть предупреждена, что операция TVT излечивает только стрессовый компонент недержания мочи.

## Противопоказания
Как и любая слинговая операция, эта процедура не должна проводиться в случае беременности пациентки.
Учитывая то, что проленовая (полипропиленовая) сетка обладает ограниченной способностью к растяжению, операцию не стоит проводить пациенткам с потенциальным ростом в будущем, включая женщин, планирующих беременность.

## Преимущества метода
Использование метода TVT позволяет:
- Оперировать полных пациенток
- Оперировать пожилых пациенток
- Оперировать пациенток с рецидивными формами недержания мочи после предшествующих операций по коррекции недержания мочи

## Меры предосторожности
- Нельзя проводить операцию TVT пациенткам, принимающим курс терапии антикоагулянтами.
- Нельзя устанавливать устройство TVT пациенткам с инфекцией мочеполового тракта.
- Будущая беременность пациентки может свести на нет эффект от хирургической операции и привести к возобновлению симптомов недержания.
- В послеоперационный период пациентке рекомендуется воздержаться от подъёма тяжестей и физических упражнений, по крайней мере, на 3—4 недели, и от половых контактов на 1 месяц. Пациентка может возобновить другие виды нормальной активности через 1—2 недели.

## Побочные реакции
- Временное местное раздражение в области раны и проходящий «ответ» организма на введение инородного тела. Этот ответ может выражаться в набухании, эрозии, образовании фистулы и воспалении.
- Как и в случае других инородных тел, проленовая сетка может усилить существующую инфекцию. Пластиковые чехлы, изначально покрывающие проленовую сетку, призваны минимизировать риск контаминации.
- Неправильная регулировка ленты, а именно, её «перенатяжение», может привести в временной или постоянной низкой проходимости мочевого тракта.

## Предоперационное обследование
- Анамнез, подтверждающий стрессовое недержание мочи
- Тест на ВИЧ, RW, HBs, HCV
- Клинический анализ крови, биохимический анализ крови
- Общий анализ мочи
- Влагалищное исследование, подтекание мочи при стрессовом тесте
- Отрицательный посев мочи
- В некоторых случаях уродинамика
- Ультразвуковое исследование
- Коагулограмма (нельзя проводить операцию TVT пациенткам, принимающим антикоагулянты)
- Пациенткам в постменопаузе показано местное применение эстрогенсодержащих препаратов для улучшения состояния тканей влагалища.

## Анестезия
При проведении TVT в большинстве случаев применяется местная анестезия, поскольку это позволяет хирургу находиться в постоянном контакте с пациенткой. Только в особых случаях операцию TVT проводят под спинальной или общей анестезией.

## Послеоперационное ведение
После операции пациентка остается в послеоперационной палате несколько часов, согласно общим принципам.
Пациентка выписывается на следующий день после операции. Антибактериальная терапия назначается согласно общим принципам.
Обычно пациентка освобождается от работы на 2 недели после операции, но больничный может быть продлен до 3 недель, если пациентка занимается тяжелым физическим трудом.
Повторный осмотр обычно проводится через 1 месяц после операции.